# Acte de Zobor
Pour les articles homonymes, voir Zobor.
L’acte de Zobor (slovaque : Zoborská listina), datant de 1113, est l’un des plus anciens documents de Slovaquie, élaboré dans le monastère de Zobor, mont surplombant la vallée de la Nitra dans la région de Nitra. Il fait l'inventaire des biens de l'abbaye et témoigne de l'occupation de cette région. Il mentionne déjà la petite église Saint-Georges située à Kostoľany pod Tribečom et la place forte de Bojnice.